# Nordiska lantbruksskolan

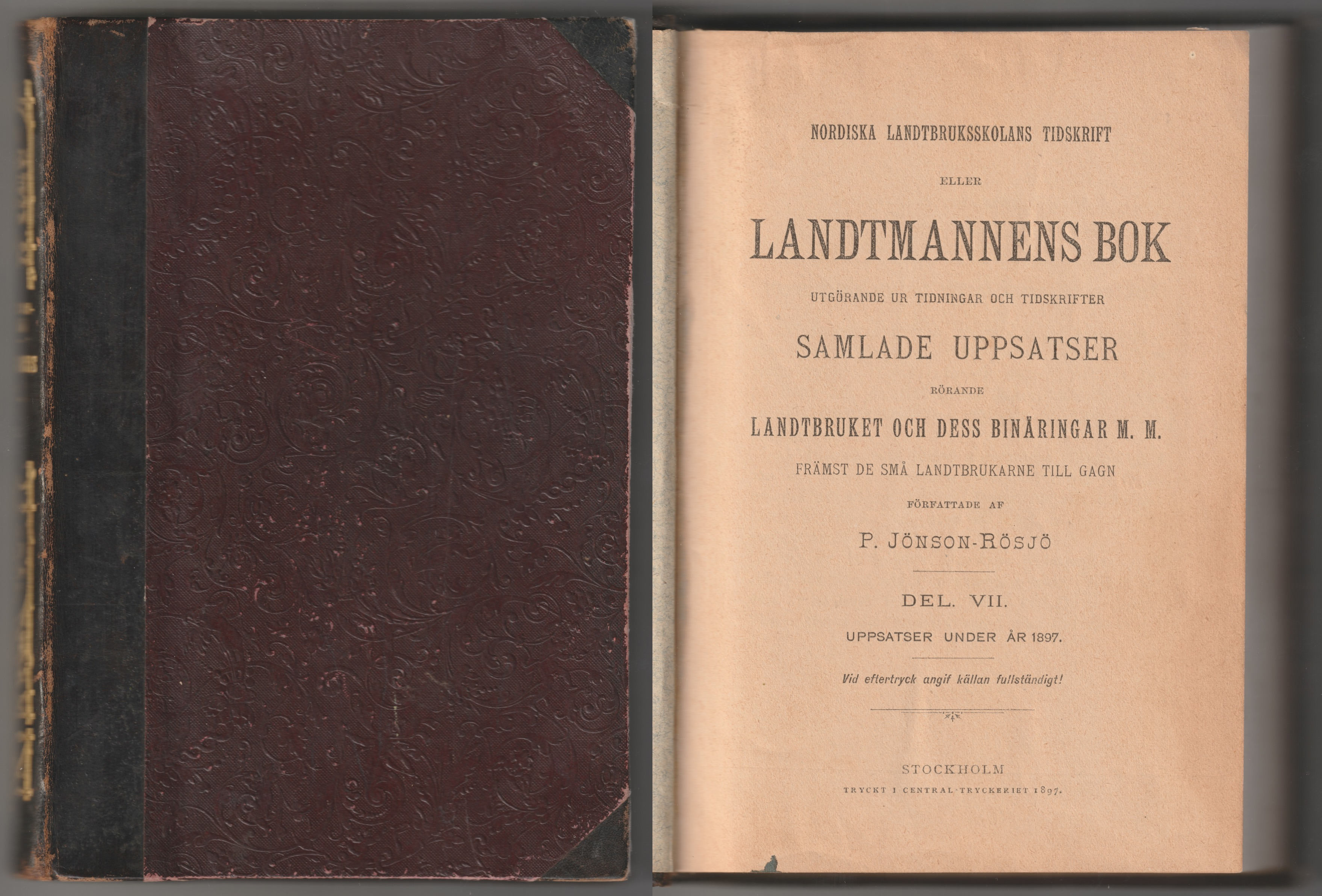
Titelblad från Nordiska lantbruksskolans tidskrift, sjunde delen, 1897

Nordiska lantbruksskolan var en lantbruksskola i Småland, som hade sina rötter i en lantbruksskola, som inrättades av Per Rösiö på Rösiöberg i Blekinge 1888. Nordiska lantbruksskolan inrättades 1893 på gården Ramsjöholm i Svarttorps socken nordost om Huskvarna och överflyttade 1898 till gården Hagaberg söder om Jönköping. Skolan lades ner 1929.
Förutom svenska elever besöktes skolan av ganska många från övriga nordiska länder.